# Guardia Imperial (historieta)
La Guardia Imperial Shi'ar (llamados Superguardianes) es un equipo ficticio de superhéroes que aparece en los cómics estadounidenses publicados por Marvel Comics. La Guardia Imperial es un grupo multiétnico de seres alienígenas que actúan como ejecutores de las leyes del Imperio Shi'Ar; los Superguardianes son la guardia personal del líder del Imperio.
Creado por el escritor Chris Claremont y el artista Dave Cockrum, los personajes originales de la Guardia Imperial eran pastiches de miembros destacados del equipo de superhéroes de la editorial rival DC Comics, la Legión de Super-Héroes. Más tarde se agregaron muchos otros personajes a la lista, no todos los cuales están basados en legionarios.
La Guardia Imperial apareció por primera vez en The Uncanny X-Men #107 (octubre de 1977). Desde entonces, han aparecido periódicamente en los títulos de X-Men; cruzó caminos con los Starjammers, los Kree, los Skrulls, Cuerpo Nova, los Inhumanos y los Guardianes de la Galaxia; y ha aparecido en varias series limitadas, incluida Imperial Guard (1997), la serie cruzada War of Kings (2009) y Realm of Kings: Imperial Guard (2010).
Más de 50 superguardianes de la Guardia Imperial han aparecido en los títulos de Marvel Comics; los miembros principales suman alrededor de 20, siendo los más notables Gladiator (Gladiador), Oracle (Oráculo), Starbolt (Rayo Estelar), Neutron (Neutrón), Smasher (Pegador), Flashfire (Tempestad), Warstar (Estrella de Guerra), Electron (Electrón), Manta, Mentor, Titan (Titán), Pulsar (Púlsar), Hussar (Húsar), Nightside (Noche) y Fang (Colmillo).

## Biografía ficticia

### Origen
La Guardia Imperial Shi'Ar es un grupo de campeones con poderes reclutados en todo el imperio, que actúan como defensores de la ley. Un cuerpo de la Guardia protege al emperador o emperatriz, y solo recibe órdenes del o la misma. Las otras divisiones de la Guardia Imperial Shi'ar son los Fronterizos, y ayudan a los gobernantes de las distintas provincias a que se cumpla la ley en sus respectivos mundos. Todos los miembros de la Guardia Imperial pueden volar, o porque ese es su poder o porque portan dispositivos especiales. Aunque sus miembros son varios, solo unos pocos se han encontrado con terrestres, estos son los que aparecen en esta relación.
Se sabe que la primera misión de la Guardia Imperial se remonta a casi un milenio y se creó para enfrentarse a la todopoderosa Fuerza Fénix, que podía llegar a consumir el cosmos, aunque otras filas del grupo llegaron a enfrentarse al Brood (Nido) a las órdenes de la princesa Ave de Muerte antes de toparse por primera vez con los terrícolas.

### Saga de Fénix
La Guardia Imperial combatió por primera vez al equipo de mutantes terrícolas, conocidos como los X-Men, bajo las órdenes del entonces emperador Shi'Ar, D'Ken. La Guardia Imperial fue enviada a capturar a la princesa rebelde Lilandra, que se encontraba con los X-Men en la Tierra. La Guardia Imperial inicialmente venció a los X-Men y a sus aliados, los piratas estelares Starjammers, pero eventualmente unieron fuerzas para combatir a D'Ken. Eventualmente, juraron lealtad a la nueva Majestrix, Lilandra. Ellos vuelven a aparecer hacia el final de La Saga de Fénix Oscura. El líder de la Guardia Imperial, Gladiador y varios miembros de la Guardia luchan contra los X-Men para decidir el destino de Fénix.

### Guerra Kree-Shi'Ar
La Guardia Imperial juega un papel importante en la Guerra Kree-Shi'Ar, comenzando con el intento de secuestro de parte de Estrella de Guerra del joven Rick Jones. Esto se ve frustrada por el Capitán América. Sin embargo Jones más tarde fue capturado por parte de Oracle. La intención de la Guardia era la recuperación de artefactos Kree para ayudar en la construcción de la bomba Super-Nega.
Nuevos miembros de la Guardia Imperial se introdujeron en este combate: Onslaught/Asalto, Hardball/Balón, Sun Wind/Viento Solar, Moondancer/Danzarina Lunar, Voyager/Viajero y Glom. Este grupo lucha contra Quasar, mientras que Gladiador combatió a Thor, para distraerlos de detener la bomba de Nega.

### Starblast
Cuando un grupo de alienígenas que se hacen llamar Starblasters trata de empujar a la Luna fuera de la órbita de la Tierra, Quasar recluta a algunos de los héroes más poderosos de la Tierra para detenerlos. La Guardia Imperial, informada acerca del secuestro de una nave Shi'Ar, se involucró en el conflicto. Al enterarse de que los Starblasters estaban trabajando para el Stranger, los miembros de la Guardia, Sun Wind, Voyager y Moondancer, fueron capturados y enjaulados por los años. La Guardia Imperial y su líder, Gladiador, ayudaron a Quasar contra Stranger.
Gladiador niega recahaza la petición de Quasar de unirse a su lucha, pero decide ayudar de todos modos, a pesar de que esto significa que tendrá que renunciar a su deber de guardia activo.

### Protectores de la Tierra
Durante la época en que muchos héroes de la Tierra se creyeron muertos después de una batalla contra Onslaught, Lilandra envió a un grupo de ocho soldados de la Guardia para ayudar a proteger a la Tierra: Gladiador, Comando, Terremoto, Electron, Flashfire, Mentor, Nightside y Oracle.
La Guardia descubrió un complot por una facción militante Kree para vengarse de la participación de la Tierra en la guerra Kree / Shi 'Ar. La Guardia resulta triunfante, pero no evitaron que el líder de los Kree, la Inteligencia Suprema, se volviera a crear. Poco después, la Guardia frustra un intento de asesinato hacia Lilandra por el Kree Ronan y sus agentes, la Familia Real de los Inhumanos.

### Máxima Seguridad
Cuatro miembros de la Guardia Imperial, Húsar, Estrella de Guerra, Neutron y Webwing, son enviados a la Tierra por Lilandra. Los Shi'Ar, junto con otras razas alienígenas, ha nombrado a la Tierra como una prisión interestelar. Los cuatro exmiembros de la Guardia ayudan a la entidad Starhammer en un ataque contra los X-Men, en particular, contra Jean Grey.
Después, los tres, salvo Webwing, vuelven al servicio activo con la Guardia. El destino de Webwing no queda claro.

### Cassandra Nova
Tiempo después, Lilandra es mentalmente poseída por Cassandra Nova, la gemela genética de Charles Xavier, que ha usurpado el cuerpo de su hermano. Lilandra está mentalmente obligada a enviar a la Guardia a matar a los X-Men, mientras que Nova causa estragos en el imperio Shi'Ar.
Después de una batalla campal en la Mansión X, los X-Men son capaces de convencer a la Guardia de la verdadera amenaza. Esto se ve reforzado por Smasher, que es enviado a la Tierra a enviar una advertencia cuando Lilandra temporalmente tiene su mente clara. La Guardia cae ante Nova bajo su asalto telepática. Los X-Men, con el reclutamiento involuntario de Stuff, el espía metamorfo Shi'Ar, derrotan a Nova.

### Imperio de Vulcan
La Guardia Imperial sufre muchas bajas en la batalla contra Vulcan. Smasher, Impulse, Neutron, Duende y Cosmo perecen. Gladiador, Scintilla, Estrella de Guerra, Manta, Terremoto, Mentor, Electrón, Astra, Starbolt, Flashfire, Titán, Nightside y Oracle sobreviven. El estado del resto de la Guardia Imperial es aún desconocido.
La guerra civil estalla entre las fuerzas de Vulcan, incluyendo a su propia Guardia Imperial, y los leales a la destronada Lilandra. Dirigido por Kaos y los Starjammers, las fuerzas de Lilandra gradualmente reducen poco a poco a las fuerzas de Vulcan. Los Shi'ar, contrariamente a las expectativas de Vulcan, no son felices de tener a un extraño como su gobernante. Vulcan se desanime por esto, pero Ave de Muerte lo convence de que ellos tendrán que aceptarlo.
La guerra es interrumpida por el ataque de los Scy'ar Tal (se traduce como "¡Muerte a los Shi'Ar"). Vulcan y Gladiador atacar al líder de la Scy'ar Tal y son derrotados fácilmente. Esto motiva una tregua entre Vulcan y Kaos. Cuando la amenaza Scy'ar Tal es vencida, la guerra se reactiva.
Bajo las órdenes de Vulcan, la Guardia Imperial ataca a los Starjammers. Finalmente, capturan a Raza, Ch'od, Kaos y Polaris. Los restantes Starjammers y Lilandra escapan.
Vulcan decide expandir el Imperio Shi'Ar. Todos los miembros de la Guardia Imperial están ocupados en el cumplimiento de su objetivo en algún lugar alrededor de las fronteras del espacio Shi'Ar. Una nueva guardia imperial ha aparecido en esta miniserie, que consta de asesinos. La nueva Guardia Imperial se compone de un simbionte, un Un-Created, Pn'zo y Hodinn. Vulcan a continuación, elige a una mujer-de la misma raza que Gladiador para dirigir el equipo.
La nueva Guardia imperial llegó a Clench, y combate a los Starjammers.
Vulcan se embarca en un ambicioso plan para conquistar el resto del universo.
Sirviendo a Vulcan, Gladiador lideró el asalto contra los Inhumanos. En el momento en que Crystal, de la Casa Real de los Inhumanos estaba a punto de casarse con Ronan el Acusador, a fin de unir a los Inhumanos con los Kree, fueron atacados por Gladiador y la Guardia.
Después de haber capturado a Lilandra, Gladiador y la Guardia Imperial se enfrentaron a la nueva horda de Centuriones Nova. 
Después de luchar contra los aliados de Lilandra, los Starjammers y encarnación del universo 616 de los Guardianes de la Galaxia, Gladiador es persuadido por Lilandra en contra de Vulcan.
Tras la muerte de Lilandra y de Vulcan, Gladiador es convencido por la Guardia Imperial para convertirse en nuevo emperador.

### Imperio de Gladiador
Como resultado de la explosión ocasionada en la batalla mortal entre Vulcan (Vulcano) y Black Bolt (Rayo Negro), fue generada una "lágrima" del espacio-tiempo llamada "The Fault".
Gladiador, ahora Majestor de los Shi'Ar envía un escuadrón de soldados de la Guardia Imperial y los Starjammers (Saqueadores Estelares) Ch'od y Raza, para investigar la falla. Este equipo se formó con Oracle, Starbolt, Fang, Neutron, Flashfire, Plutonia, Manta y otro Smasher nuevo.
Durante este viaje Starbolt fue asesinado por las criaturas de The Fault.
Para salvar a su compañero de guardia, Mentor y Plutonia se ofrecieron para servir a la Fraternidad de los Raptors.

## Lista de miembros de la Guardia Imperial
| Inglés              | Español            | Poderes |
| ------------------- | ------------------ | --- |
| Arc                 | Arco               | Puede generar devastadoras explosiones de energía bioeléctrica que además le proporcionan un aura defensiva eléctrica sobre todo alrededor de su cabeza cuando se encuentra cargado y dispuesto a atacar. |
| Astra               | Astra              | Puede volverse intangible a voluntad. |
| Binder              | Binder             | Podía emitir haces de plasma de sus manos. |
| Black Light         | Luz Negra          | Puede disparar potentes explosiones conmocionadotas de energía negra pudiendo focalizarla desde sus ojos y manos. Está conectado psíquicamente con Ruido Blanco. |
| Blackthorn          | Espino Negro       | Puede comunicarse con otros seres vegetales de cualquier planeta haciendo que cumplan sus órdenes; también puede alterar la tasa de crecimiento de la flora en su entorno inmediato. |
| Blimp               | Blimp              | Su cuerpo tiene gran composición gaseosa, supuestamente formada por helio, que conforman parte de sus órganos internos. Este gas le sirve para mantenerse flotando en el aire. |
| Chakar              | Chakar             | Además de su fuerza sobrehumana y su resistencia, Chakar puede volar, incluso en el espacio exterior sin necesidad de artilugios de respiración. |
| Commando            | Comando            | Los efectos secundarios de la detonación de la Nega-Bomba aumentaron la fuerza, resistencia y velocidad de Comando. |
| Cosmo               | Cosmo              | Pertenece a la raza de los estigianos, estos seres poseen la habilidad de absorber la energía electromagnética ambiental en las células de su cuerpo para incrementar su fuerza física, así como su densidad corporal, obteniendo de esta forma una gran resistencia al daño físico. |
| Delphos             | Delphos            | Posee la capacidad de la precognición que le permite predecir el futuro más posible aunque puede intentar realizar actos que lo cambien. |
| Earthquake          | Terremoto          | Puede manipular ondas sísmicas, desintegrando objetos o provocando temblores de tierra. |
| Electron            | Electrón           | Puede proyectar poderosas descargas de energía eléctrica. |
| Fader               | Desvanecedor       | Tiene la habilidad innata de poder volar sin ser detectado por el ojo humano o los aparatos eléctricos ya que se esconde en los diferentes tramos del espectro de longitudes de ondas (como en la gama ultravioleta que los humanos no pueden ver o los infrarrojos). |
| Fang                | Colmillo           | Sentidos animales altamente desarrollados además de una fuerza y agilidad superiores a la humana. |
| Flashfire o Tempest | Tempestad          | Puede generar y disparar poderosos rayos de energía eléctrica. |
| Forunn              | Forunn             | Experta en procedimientos médicos. |
| G-Type              | Tipo-G             | Irradia constantemente desde su cuerpo un plasma solar que alcanza los 6000 grados Kelvin. Gracias a una gema de su frente puede disparar potentes ráfagas de calor. También puede generar fuerte calos de sus manos desde unas boquillas en sus muñecas que incluso proyectan plasma muy caliente. |
| Gladiator           | Gladiador          | El miembro más poderoso de la Guardia Imperial Shi'ar, además de su fuerza superhumana, es virtualmente invulnerable. Puede volar a velocidades iguales a las de las naves estelares. También puede proyectar un calor intenso desde sus ojos, posiblemente radiación infrarroja, en forma de rayos. |
| Glom                | Glom               | El sistema digestivo de Glom está adaptado para comer energía, además es capaz de moverse y respirar en el espacio. |
| God killer          | Matadioses         | Además de su fuerza sobrehumana, Matadioses ha mostrado tener dureza y resistencia superiores. Como todos los de su raza posee garras y dientes capaces de atravesar todo tipo de carne y materiales naturales así como pinchos que, presumiblemente actúan de defensa. También posee ciertas habilidades telepáticas. |
| Hardball            | Balón              | Las propiedades de su cuerpo le permiten una gran agilidad y velocidad, además de ser capaz de botar y rebotar caiga donde caiga. |
| Hobgoblin           | Duende             | Tiene el poder de cambiar de forma y tamaño a su antojo, y de tomar las habilidades de la forma imitada. |
| Hodinn              | El Hodinn          | No es su nombre propio sino el nombre de su especie. Hodinn irradia constantemente desde su cuerpo un plasma solar que alcanza los 6000 grados Kelvin. Su armadura puede llegar a liberar su energía en forma de explosiones agresivas y también puede disparar potentes ráfagas de calor. También puede generar fuerte calor de sus manos desde unas boquillas en sus muñecas que incluso proyectan plasma muy caliente.                                                           |
| Husar               | Húsar              | Maneja un "neuro-látigo" que puede inducir dolor a través del sistema nervioso de la víctima. |
| Immundra            | Immundra           | Todos los atributos físicos (fuerza, velocidad, resistencia, durabilidad, agilidad y reflejos) de Immundra alcanzaban límites superiores a los humanos. Poseía también cierta resistencia a los ataques telepáticos pero no muy potente. |
| Jorrsk              | Jorrsk             | Jorrsk era un extraordinario luchador cuerpo a cuerpo, habiendo recbido entrenamiento como miembro de la Guardia Imperial Shi'ar. Era especialista en comunicaciones. |
| Kwill               | Kwill              | Podía emitir formaciones de rayos verdes desde sus manos. Estos rayos tenían terminaciones puntiagudas que tenían la habilidad de aturdir los sentidos. |
| Magique o Magic     | Magia              | Una poderosa hechicera capaz de crear ilusiones tridimensionales tremendamente realistas. |
| Mamooth             | Mamut              | Todos los atributos físicos (fuerza, velocidad, resistencia, durabilidad, agilidad y reflejos) de Mamut alcanzaban límites superiores a los humanos. |
| Manta               | Manta              | Puede ver la parte infrarroja y ultravioleta del espectro, además de la parte visible de los terrestres. Percibe las cosas gracias al calor que despide, además puede proyectar rayos de luz cegadora. |
| Mentor              | Mentor             | Sus habilidades no han sido reveladas pero se ha sugerido que Mentor tiene un nivel de inteligencia superhumano. |
| Monstra             | Monstra            | Aparte de su fuerza sobrehumana Monstra posee mayor resistencia y dureza y cierta aceleración de la curación de su cuerpo. |
| Moondancer          | Danzarina Lunar    | Es capaz de localizar seres y objetos a través de grandes distancias en el espacio. |
| N’rill’iree         | N’rill’iree        | Aparte de su fuerza sobrehumana N’rill’iree parece mostrar mayor resistencia y dureza y cierta aceleración de la curación de su cuerpo además de ciertos rasgos animales que podrían reseñar sentidos más agudizados. |
| Neosaurus           | Neosaurio          | Se desconoce los poderes de Neosaurio aunque se aoutoproclama como el cerebro artificialmente adaptado a un exocuerpo más sorprendente. |
| Neutron             | Neutrón            | Pertenece a la raza de los estigianos, quienes poseen la habilidad de absorber la energía electromagnética ambiental en las células de su cuerpo para incrementar su fuerza física, así como su densidad corporal, obteniendo de esta forma una gran resistencia al daño físico. |
| Nightside           | Noche              | Manipula la Fuerza Oscura en forma de proyectiles o para apresar a sus enemigos o simplemente para dejarles a oscuras. |
| Onslaught           | Asalto             | Posee superfuerza, agilidad y resistencia, además tiene una extraordinaria habilidad en todo tipo de artes marciales y lucha cuerpo a cuerpo. |
| Oracle              | Oráculo            | Poderosa telépata capaz de leer mentes, proyectar sus pensamientos, controlar las mentes de otros y atontar a sus oponentes con descargas mentales. |
| Plutonia            | Plutonia           | Aparte de su fuerza sobrehumana, Plutonia posee la habilidad de atravesar la materia sólida haciendo sus átomos pasen entre los espacios existentes en los átomos del objeto que esta atravesando. De esta manera, el objeto que esta atravesando y ella puede combinarse temporalmente sin interactuar. |
| Pn’zo               | Pn’zo              | Además de su fuerza sobrehumana, Pn’zo tiene resistencia y reflejos superiores de los humanos. Pn’zo tiene también la habilidad de volar y teleportarse mediante la creación de una burbuja de energía así como la posibilidad de proyectar tentáculos de un metal desconocido desde su muñeca a través desde los cuales puede canalizar una energía desconocida parecida a la electricidad. Esta energía puede ser canalizada tanto como rayos destructivos o como panel defensor. |
| Pulsar o Impulse    | Púlsar o Impulso   | Puede proyectar poderosos rayos de energía desde su visor. |
| Schism              | Cisma              | Tiene la capacidad de dividirse en dos seres distintos y posee la capacidad de volar. |
| Scintilla o Midget  | Centella o Enana   | Puede reducir su tamaño hasta un veintésimo de su altura normal y quizás incluso menor. En tamaño reducido aumenta su fuerza de forma proporcional. |
| Smasher             | Pegador            | Tiene la capacidad de absorber la energía cósmica medioambiental para incrementar su fuerza y resistencia hasta niveles sobrehumanos. |
| Solar Wind          | Viento Solar       | Es capaz de expulsar rayos de energía a partir de su pecho. Además es capaz de volar y respirar en el espacio exterior. |
| Squorm              | Squorm             | Su cuerpo tiene gran composición líquida que conforman parte de sus órganos internos. |
| Starbolt            | Rayo Estelar       | Puede crear una forma de energía desconocida que parece recubrir de llamas todo su cuerpo, también puede disparar esas llamas a través de sus manos. |
| Stuff               | Stuff              | Posee una visión de rayos X que produce un halo verde y que le permite ver a través de los objetos y a larga distancia llegando a observar que ocurren a más de cuarenta metros. |
| Titan               | Titán              | Tiene la capacidad de crecer a voluntad hasta un tamaño gigantesco para después recobrar su estatura original. |
| Voyager             | Viajero            | Es capaz de abrir portales cósmicos para transportar gente o objetos pro ellos hacia otras partes del espacio. |
| Warstar             | Estrella de Guerra | B'nee posee la capacidad de generar descargas eléctricas, mientras que C'cil no parece poseer más poder que el de su fuerza. |
| Webwing             | Telaraña Alada     | Puede engullir con su membrana a sus enemigos exudando ciertos narcóticos y sedantes que le provocan a su víctima un sentimiento de felicidad que le quita la capacidad de luchar. |
| White Noise         | Ruido Blanco       | Puede generar conmociones sonoras en forma de potente gritos, así como explosiones de cancelación de ruido, enfocadas desde su garganta. Está conectada psíquicamente con Luz Negra. |
| Zenith              | Zenith             | Zenith Longknife puede alimentarse de la energía de los demás seres. También es capaz de enfocar la energía en forma de rayos de plasma que pueden ser orientados gracias a su traje permitiéndole aturdir a otros seres. |
| Zzzxx               | Zzzxx              | Al igual que el resto de los simbiontes, Zzzxx puede utilizar su cuerpo como telarañas, extensiones o cuerdas, o endurecerlo y usarlo como armas. Las pérdidas de masa no le afectan, a no ser que sean extremas, porque se regenera al alimentarse, preferentemente de la adrenalina de su portador. |

## Similitudes con la Legión de Superhéroes
La Guardia Imperial tiene muchas similitudes con la Legión de Superhéroes de DC comics. Los miembros originales de Uncanny X-Men vol. 1 # 107, fueron diseñados por el artista Dave Cockrum, previamente conocido por su trabajo en la LSH, y todos tenían contrapartes directas entre los legionarios, con las mismas superpotencias y los trajes:
- Oráculo = Saturn Girl
- Electrón = Cósmico
- Mentor = Brainiac 5
- Noche = Shadow Lass
- Pegador = Ultra Boy
- Titán = Colossal Boy
- Astra = Phantom Girl
- Centella = tímida
- Rayo Estelar = Dom Boy
- Duende = Chameleon Boy
- Colmillo = Timber Wolf
- Magia  = Princesa Projectra
- Púlsar = Wildfire
- Tempestad  = Lightning Lad

La Guardia Imperial está a cargo de Gladiador, el análogo de Superboy (el verdadero nombre de Gladiador es Kallark, una combinación de los nombres de Superboy: Kal -El y Clark Kent).
En Uncanny X-Men vol. 1 # 137, la Guardia Imperial comienza a dejar de ser estrictamente una legión, debido a la introducción de caracteres sin contrapartes legionarios.

## Otras versiones

### JLA/Vengadores
En la serie JLA / Vengadores, la Guardia Imperial hace una breve aparición siendo atacados por el villano de DC Comics Lobo.

## En otros medios

### Televisión
- La Guardia Imperial aparece en la serie de televisión 1990 X-Men. Presentes en la serie están Gladiador, Starbolt, Flashfire, Oracle, Golpeador, Titán, Hobgoblin, Estrella de Guerra, Terremoto, Husar, y Manta.

### Videojuegos
- Gladiador, Neutrón, Husar, Starbolt, y Estrella de Guerra de la Guardia Imperial aparecen en Marvel: Ultimate Alliance como enemigos. Al parecer, algunos de los guardias se convirtieron en traidores y ayudaron a Ave de Muerte a tomar el trono de su hermana Lilandra. Al mismo tiempo, el equipo del jugador trata de obtener un fragmento del Cristal M'Kraan, y derrotar a los guardias traidores, soldados Shi'ar, y Ave de Muerte.

### Novelas
- Algunos miembros de la Guardia Imperial aparecen en Vigilantes sobre los Muros de Christopher L. Bennett, siendo los miembros Golpeador, Manta, Flashfire, Astra, Nightside, Magique, Blackthorn, N'rill'iree, y una breve aparición de la Emperatriz Lilandra.